# Рокицани (окръг)
Окръг Рокицани (на чешки: Okres Rokycany) е един от 7-те окръга на Пилзенския край на Чехия. Административен център е едноименният град Рокицани. Площта на окръга е 629,57 km2, а населението – 47 986 жители (2016 г.). В окръга има 68 населени места, от които 6 града и 1 място без право на самоуправление. Код по LAU-1 – CZ0326.

## География
Окръгът е разположен в източната част на края. Граничи с пилзенските окръзи Пилзен-юг на юг, Пилзен-север на северозапад и Пилзен-град на запад. Освен това, на изток, югоизток и север граничи с окръзите Раковник, Пршибрам и Бероун на Средночешкия край.

## Градове и население
Данни за 2009 г.:
| Град     | Население |
| -------- | --------- |
| Рокицани | 14 900    |
| Храдек   | 3048      |
| Збирох   | 2598      |
| Мирошов  | 2220      |
| Раднице  | 1793      |
| Мито     | 1520      |

| Общо           | Жени             | Мъже             |
| -------------- | ---------------- | ---------------- |
| 48 463 (100 %) | 24 245 (50,03 %) | 24 218 (49,97 %) |

По данни от 2009 г. средната гъстота е 83 души на km²; 53,81 % от населението живее в градове.
Динамика на изменението на броя на населението в окръга в периода 1869 – 2009 г.:
| Година         | 1869   | 1930   | 1961   | 1970   | 1980   | 1991   | 2001   | 2007   | 2009   |
| -------------- | ------ | ------ | ------ | ------ | ------ | ------ | ------ | ------ | ------ |
| Населени места | —      | —      | 55     | 57     | 27     | 57     | 68     | 68     | 68     |
| Население      | 54 093 | 52 412 | 50 550 | 48 831 | 48 132 | 46 118 | 45 788 | 46 560 | 48 463 |

## Образование
По данни от 2003 г.:
| Вид училище                         | Брой училища |
| ----------------------------------- | ------------ |
| Детски градини                      | 20           |
| Начални училища                     | 19           |
| Гимназии                            | 1            |
| Средни училища и промишлени училища | 1            |
| Средни професионални училища        | 2            |
| Висши професионални училища         |              |

## Здравеопазване
По данни от 2003 г.:
| Лекари                                      | 127 |
| Болници                                     | 1   |
| Специализирани заведения за лечение и отдих | 1   |
| Зъболекари                                  | 21  |
| Аптеки                                      | 11  |

## Транспорт
Най-важният път на окръга е магистрала D5, която от 28 октомври 1995 г. заменя бившия претоварен път I/5 (сега II/605). Магистрала свързва Прага с Пилзен и границата с Германия при Розвадов. През окръга преминава и малка част от първокласния път (път от клас I) I/26. Пътища от клас II в окръга са II/117, II/183, II/232, II/233, II/234, II/235 и II/605.